# Carl Christian Friedrich Glenck

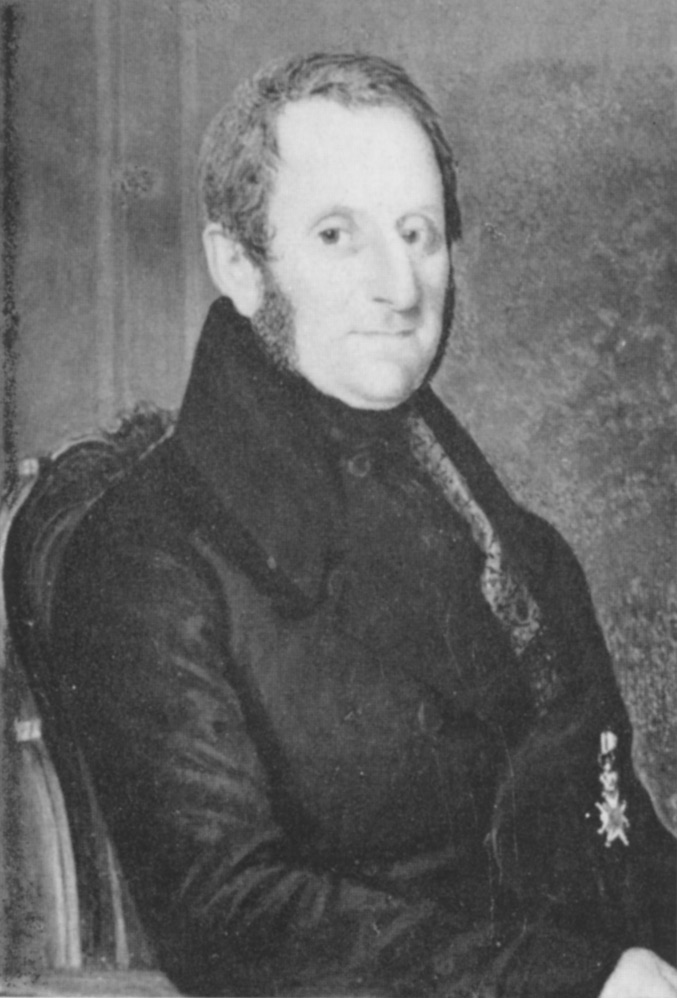
Carl Christian Friedrich Glenck

Carl Christian Friedrich Glenck, auch Carl Christian Friederich Glenck (* 13. April 1779 in Schwäbisch Hall; † 21. November 1845 in Gotha) war ein deutscher Salinist, Bohrspezialist und Unternehmer.

## Leben
Glenck entstammte einer Salinistenfamilie. Sein Vater war Johann Georg Glenck (er schrieb sich jedoch zeitlebens „Glenk“) und die Mutter Elisabeth, geborene Mayer. Nach dem Besuch der Hohen Karlsschule in Stuttgart begann Glenck 1791 ein Studium der Rechtswissenschaften in Erlangen. Ab 1796 besuchte er dort auch die Vorlesungen in Mineralogie und Geologie, anschließend studierte er von 1799 bis 1800 bei Abraham Gottlob Werner an der Bergakademie Freiberg. Im Jahre 1800 trat er eine Stelle als Privatsekretär bei Friedrich Ludwig zu Hohenlohe-Ingelfingen an und wurde dessen Reisebegleiter. Der Fürst ernannte Glenck 1803 zum Fürstlich Hohenlohischen Justiz- und Rentamtmann in Niedernhall am Kocher. Mit diesem Amt war auch die Administration der Salinen Niederhall und Weißbach verbunden. 1803 heiratete Glenck Charlotte Eleonore Maria Burger, mit der er zwölf Kinder hatte. 1806 wurde im Zuge der Mediatisierung das Justiz- und Rentamt Niederhall aufgelöst und der fürstlich Hohenlohische Bergrat Glenck pensioniert.
Seit dieser Zeit betrieb Glenck geologische Forschungen zur Erkundung von Salzlagern und Solequellen mittels Bohrverfahrens. 1812 zog die Familie nach Künzelsau. Im selben Jahre entdeckte Glenck die Gipslagerstätte Marbach, deren Abbau er in eigener Regie durchführte. Zur Verbesserung seiner Bohrausrüstungen konstruierte er die Glencksche Fangbirne. 1817 übernahm er die Leitung der an eine Gesellschaft übergegangenen Saline Weißbach. 1819 gründete Glenck nach erfolgreichen Bohrungen bei Wimpfen am Neckar die Saline Ludwigshall. Seit dem Jahre 1820 dehnte er seine Bohrarbeiten auch auf die Schweiz aus. 1823 zog Glenck nach Gotha. Er erhielt Aufträge des Fürstenhauses Reuß und des Königreiches Sachsen, war aber auch in eigener Sache aktiv. Weitere durch Glenck vorgenommene Salinengründungen waren 1828 Ernsthall bei Bufleben, 1829 Louisenhall bei Stotternheim und 1831 Heinrichshall bei Köstritz.
1836 war er auch in der Schweiz erfolgreich. Beim Roten Haus in Muttenz entdeckte er eine Steinsalzlagerstätte und gründete im Jahre darauf die Saline Schweizerhalle.
Der herzoglich gothaische Oberbergrat Glenck war mit Goethe bekannt, welcher insbesondere die Saline Louisenhall sehr schätzte und Glenck in Faust II ein Denkmal setzte. Die Stadt Darmstadt verlieh Glenck die Ehrenbürgerwürde.